# 阿尤什·谢蒂
阿尤什·谢蒂（英語：Ayush Shetty，2005年5月3日—），印度男子羽毛球運動員。2023年11月21日，世界青少年排名位列男单第三。

## 簡歷
2023年9月，阿尤什·谢蒂代表印度队出战美国斯波坎举行的世界青年羽毛球錦標賽，在个人赛方面，在半决赛以0比2（18-21、15-21）不敌赛会4号种子、印尼的阿尔维·法汉，赢得男子单打季军。同年11月，他出战巴林羽毛球國際系列賽，在男单决赛以0比2（19-21、14-21）不敌中国的王正行，赢得亚军。同年12月，他出战奧迪沙羽毛球大師賽，在男单决赛以1比2（18-21、21-19、14-21）不敌赛会6号种子、同胞的薩蒂什·庫馬爾·卡魯納卡蘭，赢得亚军。

## 主要比賽成績
只列出曾進入準決賽的國際賽事成績：
| 年份   | 賽事                     | 公開賽級別 | 項目     | 成績   |
| ------ | ------------------------ | ---------- | -------- | ------ |
| 2023年 | 馬爾代夫羽毛球國際系列賽 | 國際系列賽 | 男子單打 | 準決賽 |
| 2023年 | 世界青年羽毛球錦標賽     | 其他       | 男子單打 | 季軍   |
| 2023年 | 巴林羽毛球國際系列賽     | 國際系列賽 | 男子單打 | 亞軍   |
| 2023年 | 奧迪沙羽毛球大師賽       | 超級100賽  | 男子單打 | 亞軍   |
| 2024年 | 伊朗羽毛球國際挑戰賽     | 國際挑戰賽 | 男子單打 | 準決賽 |
| 2024年 | 阿塞拜疆羽毛球國際賽     | 國際挑戰賽 | 男子單打 | 準決賽 |
| 2024年 | 泰國羽毛球國際挑戰賽     | 國際挑戰賽 | 男子單打 | 準決賽 |
| 2024年 | 中國寶雞羽毛球大師賽     | 超級100賽  | 男子單打 | 準決賽 |
| 2024年 | 荷蘭羽毛球公開賽         | 國際挑戰賽 | 男子單打 | 亞軍   |
| 2024年 | 海洛羽毛球公開賽         | 超級300賽  | 男子單打 | 準決賽 |
| 2025年 | 奧爾良羽毛球大師賽       | 超級300賽  | 男子單打 | 準決賽 |
| 2025年 | 臺北羽毛球公開賽         | 超級300賽  | 男子單打 | 準決賽 |
| 2025年 | 美國羽毛球公開賽         | 超級300賽  | 男子單打 | 冠軍   |

| 2018-2026年 | 總決賽 | 超級1000賽 | 超級750賽 | 超級500賽 | 超級300賽 | 超級100賽 | 國際挑戰賽 | 國際系列賽 | 未來系列賽 | 其他 |

## 外部連結
- 阿尤什·谢蒂在BWFBadminton.com（英语）
- 阿尤什·谢蒂在BWF.TournamentSoftware.com（英语）
- 阿尤什·谢蒂在Flashscore（英语）